# 新井淳也
新井 淳也（あらい じゅんや、1985年7月25日 - ）は、日本の漫画家。神奈川県出身。神奈川大学附属中・高等学校、神奈川大学経営学部国際経営学科卒業。
血液型はA型。幼少期にイギリスのスコットランドで生活していた経験がある。

## 人物
『週刊少年サンデー』『ゲッサン』（いずれも小学館）で連載している漫画家の新井隆広は実兄であり、『ダレン・シャン』など新井隆広の初期作品などでチーフアシスタントを務めた。

## 略歴
- 2004年、少年サンデーまんがカレッジ8月期にて努力賞。
- 2005年より3年間、新井隆広『ダレン・シャン』のチーフアシスタント
- 2007年、少年サンデーまんがカレッジ9・10月期にて佳作。
- 2009年、『週刊少年サンデー超』8月号に『明と猪孤』でデビュー。
- 2010年、サイボーグ009まんが賞（小学館）にて漫画部門グランプリ。
- 2013年、宇宙世紀コミック大賞（小学館）にて入選。
- 2014年、『週刊少年サンデーＳ』5月号より『機動戦士ガンダム アフター・ジャブロー』の短期集中連載を開始。
- 2015年、小学館版『学習まんが 世界の歴史』の作画を担当。
- 2018年、小学館版『学習まんが 世界の歴史』11月末刊行予定。

## 作品リスト

### 連載
- 機動戦士ガンダム アフター・ジャブロー（原作：矢立肇・富野由悠季、『週刊少年サンデーＳ』2014年5月号 - 7月号、全3話 未単行本化）

### 読切
- 明と猪孤（『週刊少年サンデー超』2009年8月25日号）
- ランドロワイデアル（『週刊少年サンデー超』2009年9月25日号）
- おわりノブナガ編（サイボーグ009まんが賞グランプリ作品『クラブサンデー』2010年10月29日より期間限定配信）
- 今津の風（『クラブサンデー』2011年2月8日 - 4月11日まで配信）
- 機動戦士ガンダム U.C.0084 STARDUST REQUIEM 星屑の鎮魂歌（宇宙世紀コミック大賞入選作品『クラブサンデー』2013年9月24日より期間限定配信）

## 著書
小学館版 『学習まんが 世界の歴史』以下5巻分の作画を担当（2018年11月29日ごろ全巻同時刊行予定）
1. メソポタミアとエジプト　監修/東京大学大学院教授：橋場弦
2. ギリシアとヘレニズム　監修/東京大学大学院教授：橋場弦
3. ローマ　監修/京都大学大学院教授：南川高志
4. 絶対王政　監修/立教大学特任教授：青木康
5. イギリスとフランスの革命　監修/立教大学特任教授：青木康

- 小学館版 学習まんが人物館『ネルソン・マンデラ』 脚本・サイトウケンジ ／監修・峯　陽一